# Гравис
Гра́вис — диакритический знак, отображающийся как знак обратного (слабого) ударения.
Используется во французском, итальянском, португальском, норвежском, литовском, македонском и других языках.

## Употребление
- В болгарском языке применяется буква Ѝ ѝ.
- В греческом письме знак вместе с акутом использовался для указания различия тонов музыкального ударения.[2]
- В русском языке заимствован из греческого[2] и используется для обозначения побочного ударения.[3] Знак использовался для различения омографов и указывал на ударную гласную, например: сто́ю и стою̀, му́ка и мука̀.[2] Помимо этого использовалась во многих русских текстах XVIII — начала XX вв. в качестве обозначения ударения на последней гласной букве слова, за которой не следует иных букв (по аналогии с использованием этого знака в церковнославянском), а также иногда и для обозначения ударения на гласных в иной позиции. В частности, как что̀ записывалось ударное местоимение (не союз) что, например, в синодальном переводе Библии: «Итак не заботьтесь и не говорите: „что̀ нам есть?“ или „что̀ пить?“ или „во что̀ одеться?“» (Мф. 6:31). Реформа графики 1708–1710 гг. отменила обязательное использование знаков ударения в светских текстах.[2]
- Во французском языке (фр. accent grave [аксан грав]) — ставится над гласной и обозначает открытое «е» (è) — [ε]:
père [pεʁ], très [tʁε], dès [dε]
Может менять значение слова: например, есть предлог фр. à и форма 3 лица единственного числа глагола фр. avoir «иметь» — фр. a «имеет».
- В португальском языке используется в предлоге à, являющемся комбинацией омонимичных предлога а (указание направления движения) и определённого артикля женского рода а. Например: Vou à praia «Иду на пляж».
- В шотландском языке обозначает долготу гласной, — таким образом, шотландский текст легко отличить графически от текстов на других гойдельских языках.
- В норвежском используется для различения наречия òg (= også) от союза og. Кроме того, гравис используется для передачи устойчивых выражений, заимствованных из французского (à la carte) и для указания ударения в дифтонге "æ": portière. Может также использоваться для различения слов на письме: fòr – борозда, for – предлог "для", fôr – корм и fór – пошел, совершенная форма от "идти".[4][5]